# Zabukovje, Šentrupert
Zabukovje este o localitate din comuna Šentrupert, Slovenia, cu o populație de 25 de locuitori.